# Kanhoji Angria

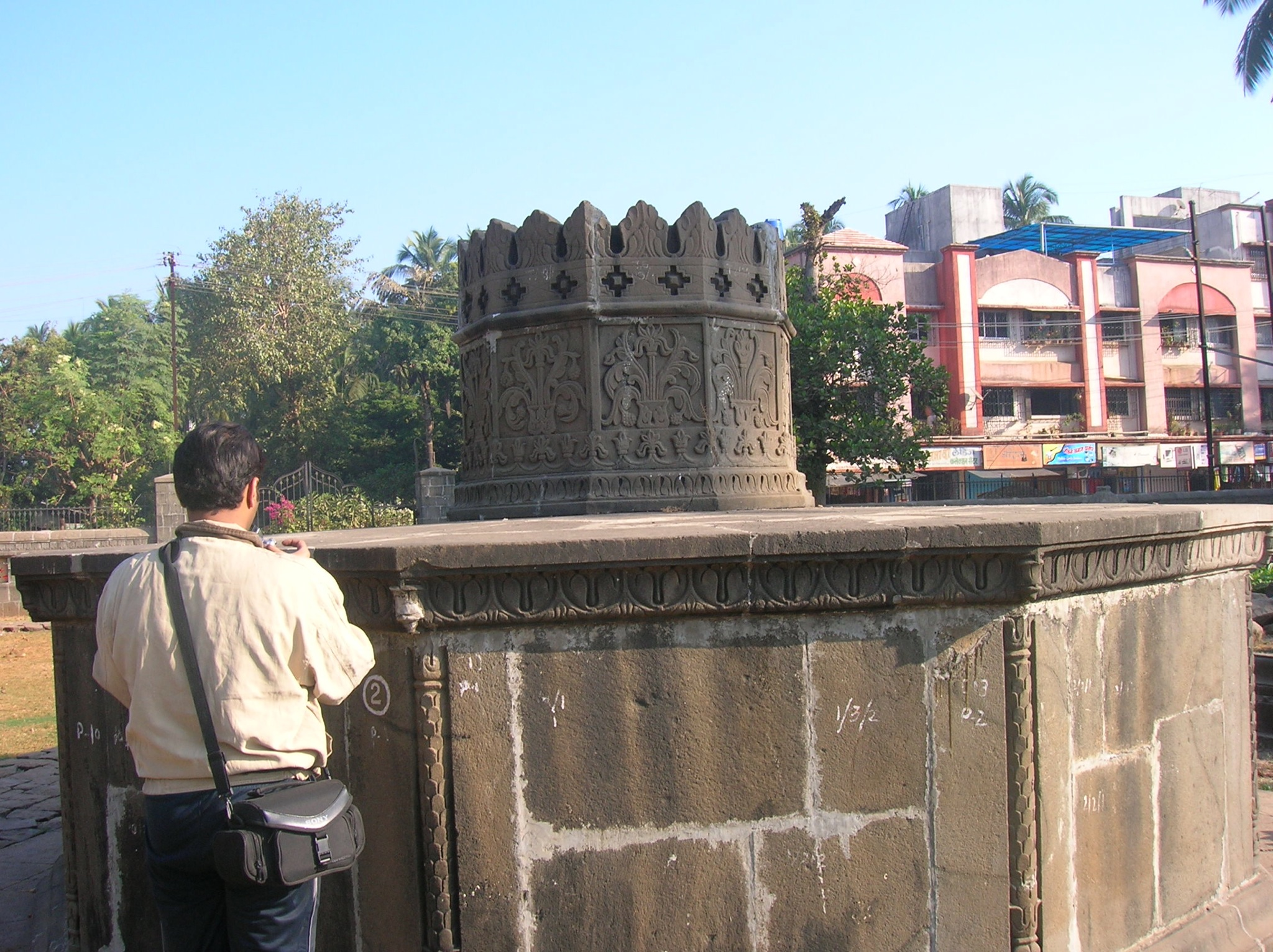
El samadhi (mausoleu) de Kanhoji Angria a Alibag, Maharashtra

Kanhoji Angria (1669 - 1729) fou un almirall i pirata maratha. El peshwa el va nomenar almirall de les forces navals marathes el 1698. Dominava el 1710 la fortalesa de Severndroog a l'illa de Vijayadurg al sud de Bombai, que utilitzava com a base pels atacs als vaixells britànics i la seva audàcia el dugué a atacar fins prop de la mateixa Bombai i el 1712 va rebre un fort pagament per no atacar vaixells de la Companyia Britànica de les Índies Orientals, pacte que va respectar. En els següents anys les seves bases i poder es van incrementar i va regir un virtual principat. Quan el 1716 els britànics, sota el governador Charles Boone, el van atacar, va reprendre la lluita contra ells; va restar en activitat atacant vaixells britànics fins al 1729 quan va morir. El seu domini va passar llavors als seus fills Sumbhaji i Mannaji i principalment el primer, iniciant la dinastia Angria.